# Wallace Wolodarsky
Wallace Wolodarsky ist ein US-amerikanischer TV-Autor und Regisseur. Er schrieb für die Tracey Ullman Show und für die ersten vier Staffeln der Simpsons; all seine Folgen schrieb er gemeinsam mit seinem ehemaligen Arbeitspartner Jay Kogen. Sein Aussehen war die Vorlage für die Simpsons-Figur Otto Mann, den Schulbusfahrer.
Die Figur Vladimir Wolodarsky in The Life Aquatic with Steve Zissou ist nach ihm benannt. Er ist mit dem Regisseur Wes Anderson befreundet und spielte eine kleine Rolle in Rushmore und eine größere in The Darjeeling Limited.

## Filmografie
- 1989–1992: The Simpsons (Autor/Produzent)
- 1995: Cold Blooded (Autor/Regisseur)
- 1999–2000: The Oblongs (beratender Produzent)
- 2002: Das sexte Semester (Regisseur)
- 2003: The Kennedys (Ausführender Produzent)
- 2004: Seeing Other People (Autor/Regisseur)
- 2005–2006: The Class (beratender Produzent)
- 2008: The Rocker – Voll der (S)Hit (Autor)
- 2009: Monsters vs. Aliens (Autor)
- 2009: Der fantastische Mr. Fox (Stimme)
- 2014: Grand Budapest Hotel (Schauspieler)
- 2020: Trolls World Tour (Autor)
- 2021: The Good House (Regie und Drehbuch)